# Ledaspis dura
Ledaspis dura är en insektsart som först beskrevs av Robert Newstead 1920.  Ledaspis dura ingår i släktet Ledaspis och familjen pansarsköldlöss. Inga underarter finns listade i Catalogue of Life.